# La Forêt-de-Tessé
La Forêt-de-Tessé és un municipi francès situat al departament del Charente i a la regió de la Nova Aquitània. L'any 2007 tenia 204 habitants.

## Demografia

### Població
El 2007 la població de fet de La Forêt-de-Tessé era de 204 persones. Hi havia 89 famílies de les quals 20 eren unipersonals (8 homes vivint sols i 12 dones vivint soles), 45 parelles sense fills, 20 parelles amb fills i 4 famílies monoparentals amb fills.
La població ha evolucionat segons el següent gràfic:
Habitants censats

### Habitatges
El 2007 hi havia 150 habitatges, 91 eren l'habitatge principal de la família, 42 eren segones residències i 17 estaven desocupats. Tots els 150 habitatges eren cases. Dels 91 habitatges principals, 85 estaven ocupats pels seus propietaris i 6 estaven llogats i ocupats pels llogaters; 1 tenia una cambra, 5 en tenien dues, 12 en tenien tres, 17 en tenien quatre i 55 en tenien cinc o més. 64 habitatges disposaven pel capbaix d'una plaça de pàrquing. A 53 habitatges hi havia un automòbil i a 30 n'hi havia dos o més.

### Piràmide de població
La piràmide de població per edats i sexe el 2009 era:
| Homes | Edats   | Dones |
| ----- | ------- | ----- |
| 0     | 95 o +  | 0     |
| 4     | 90 a 94 | 4     |
| 0     | 85 a 89 | 4     |
| 0     | 80 a 84 | 0     |
| 4     | 75 a 79 | 0     |
| 0     | 70 a 74 | 8     |
| 16    | 65 a 69 | 12    |
| 8     | 60 a 64 | 4     |
| 4     | 55 a 59 | 4     |
| 8     | 50 a 54 | 8     |
| 4     | 45 a 49 | 4     |
| 8     | 40 a 44 | 12    |
| 8     | 35 a 39 | 8     |
| 0     | 30 a 34 | 4     |
| 8     | 25 a 29 | 8     |
| 4     | 20 a 24 | 0     |
| 8     | 15 a 19 | 8     |
| 8     | 10 a 14 | 8     |
| 8     | 5 a 9   | 4     |
| 4     | 0 a 4   | 0     |

## Economia
El 2007 la població en edat de treballar era de 119 persones, 71 eren actives i 48 eren inactives. De les 71 persones actives 65 estaven ocupades (37 homes i 28 dones) i 6 estaven aturades (2 homes i 4 dones). De les 48 persones inactives 25 estaven jubilades, 8 estaven estudiant i 15 estaven classificades com a «altres inactius».

### Ingressos
El 2009 a La Forêt-de-Tessé hi havia 101 unitats fiscals que integraven 225 persones, la mediana anual d'ingressos fiscals per persona era de 16.325 €.

### Activitats econòmiques
Dels 5 establiments que hi havia el 2007, 4 eren d'empreses de construcció i 1 d'una empresa de serveis.
Dels 4 establiments de servei als particulars que hi havia el 2009, 1 era un guixaire pintor, 1 fusteria, 1 electricista i 1 empresa de construcció.
L'any 2000 a La Forêt-de-Tessé hi havia 17 explotacions agrícoles que ocupaven un total de 1.204 hectàrees.

## Poblacions més properes
El següent diagrama mostra les poblacions més properes.